# Guðrúnarkviða III
Guðrúnarkviða III, "El tercer canto de Gudrun", es una corta poesía en nórdico antiguo que forma parte de la Edda poética. No hay trazas de ella en la saga Völsunga y era probablemente desconocida para quienes la compilaron.
Está datada a principios del siglo XI, ya que ese fue el momento en que las ordalías con agua hirviendo hicieron su aparición en Escandinavia y el poeta habla de su práctica como algo de origen extranjero. Según Henry Adams Bellows, el poema está basado en material que provenía del norte de Alemania, se practicaban desde hacía ya bastante tiempo. Agrega además que la composición tiene muy pocas características locales, por lo que podría haber sido una historia escuchada por el poeta a algún germano.

## Sinopsis
Herkja, una de las antiguas concubinas de Atli que se encontraba sirviendo como criada en la corte, le cuenta a Atli que ha visto a Guðrún junto al rey Þjóðrekr. Esto hizo enfadar a Atli, quien se acercó a Guðrún para interrogarle sobre el asunto.
| 1. "Hvat er þér, Atli, æ, Buðla sonr? Er þér hryggt í hug? Hví hlær þú æva? Hitt mundi æðra jörlum þykkja, at við menn mæltir ok mik sæir." - Atli kvað: 2. "Tregr mik þat, Guðrún Gjúka dóttir, mér í höllu Herkja sagði, at þit Þjóðrekr und þaki svæfið ok léttliga líni verðið." | 1. "¿Por qué tu pena, Atli, hijo de Buthli? ¿Tiene tu corazón una carga pesada? ¿Por qué nunca te ríes? Es mejor postura para tus guerreros que con hombres hables y que me tengas en cuenta." - Atli habló: 2. "Me perturba, Guthrun, hija de Gjuki, Lo que Herkja aquí en el salón me contó, Que tu en la cama con Thjothrek yaciste, Bajo los linos como amantes." |  |

Guðrún respondió que ella era inocente y podía jurar en la sagrada piedra blanca que ella no había estado en esa situación con Þjóðrekr y que solamente había hablado con él sobre sus penas. Þjóðrekr había llegado con treinta guerreros y los había perdido todos, mientras que Atli, su esposo había matado a todos los hermanos y familiares de ella. Gunnarr no había podido ir a verla y no había podido conocer a Högni. Había perdido a sus hermanos y deseaba vengar con su espada la muerte de Högni. Declaró que quería un pago por sus penas y sugirió la ordalía del agua hirviendo, para lo cual Atli debía convocar a Saxi, el rey de los Southrons, que podía santificar el caldero. Luego el poema continúa con la ejecución de la ordalía y lo sucedido a Herkja:
| Brá hon til botns björtum lófa ok hon upp of tók jarknasteina: "Sé nú, seggir, sykn em ek orðin heilagliga, hvé sá hverr velli." - Hló þá Atla hugr í brjósti, er hann heilar sá hendr Guðrúnar: "Nú skal Herkja til hvers ganga, sú er Guðrúnu grandi vændi." - Sá-at maðr armligt, hverr er þat sá-at, hvé þar á Herkju hendr sviðnuðu; leiddu þá mey í mýri fúla. Svá þá Guðrún sinna harma. | 8. Al fondo llegó con mano brillante, Y adelante continuó en las destellantes piedras: "Contemplen, soldados, bien limpia estoy de pecado por el hirviente caldero sagrado" - 9. Entonces el corazón de Atli rio de alegría, Cuando la mano de Guthrun sin heridas vio; "Ahora Herkja debe venir y probar el caldero, Ella que el dolor de Guthrun planeó." - 10. Nunca hombre vio algo más triste que esto, cuan quemadas estaban las manos de Herkja; En una fétida ciénaga arrojaron a la criada, Y entonces Guthrun desquitó su dolor. |  |